# 1950 في رومانيا
فيما يلي قوائم الأحداث التي وقعت خلال عام 1950 في رومانيا.

## رياضة
- 1 يناير – دوري الدرجة الأولى الروماني 1950 الفائز يو تي أي أراد.

## مواليد

### يناير
- 1 يناير – عليزا بن نون دبلوماسية إسرائيلية.
- 1 يناير – يان كورنيليوس كاتب ألماني.

### مايو
- 4 مايو – أنغيل يوردانيسكو لاعب كرة قدم.[1]

### يونيو
- 22 يونيو – أدريان ناستاسه[2]

### يوليو
- 19 يوليو – إرنست ماتيوس غاليانو[3]
- 29 يوليو – رادو فوينا لاعب كرة يد روماني.
- 29 يوليو – ماريجيكا بويكو[4]

### أغسطس
- 23 أغسطس – ألكسندر مولدوفان لاعب كرة قدم.[5]

### سبتمبر
- 1 سبتمبر – دودو جيورجيسكو لاعب كرة قدم روماني.[6]
- 27 سبتمبر – آون كراسيونيسكو

### أكتوبر
- 9 أكتوبر – فاسيلي إيورداتش لاعب كرة قدم.[7]
- 14 أكتوبر – يوسف دان سياسي روماني.
- 26 أكتوبر – كارولي هورفاث ملحن مجري.

## وفيات

### يناير
- 15 يناير – بيترى دوميتريسكو (مواليد 1882) جينرال من رومانيا.

### أغسطس
- 7 أغسطس – جانوس باد (مواليد 1880) سياسي مجري.

### ديسمبر
- 7 ديسمبر – فويتشخ وايس (مواليد 1875) رسام بولندي.
- 31 ديسمبر – أبراهام والد (مواليد 1902)